# 田川ヒロアキ
田川 ヒロアキ（たがわ ひろあき、6月9日 - ）は、日本のギタリスト、キーボーディスト、シンガーソングライター。先天性の全盲で、ギターのネックを上から持つ独特の演奏スタイル。山口県下関市出身。

## 来歴・人物
生まれて間もなく医師から先天性の視覚障害の可能性を告げられる。田川の記憶では3歳の頃は、うっすらと光と色を感じ取れていたという。幾度も治療を試みるも改善の兆しはなく徐々に視力が失われ、13歳で光を感じることもなくなり全盲となったが、不思議と精神的ダメージはなかったという。 
幼少期の田川は、輪ゴムを空の菓子箱に嵌め、和音として弾き始め、その音を楽しむ一人遊びに夢中であった。その様子を見た両親が、音楽に興味を示していると思い、5歳からピアノを 8歳で琴を習わせてくれた。9歳の頃、フォークギターにも触れるようになる。12歳の頃、ラジオから流れてきた「キッス」や「ナイト・レンジャー」「Journey」「Yes」のサウンドに魅了され、自分もいずれはエレキギターを弾いてみたいと思うようになった。その後、中学に入学した13歳の頃に念願のエレキギターを手にし、のめり込む。
幼少期に盲目になったため 一般の奏法を見た経験がない。練習開始当初は、琴のように床の上に置いたギターの弦（ネック）に両手を同じ向きに構えて音を鳴らし、The Beatlesの曲を参考に文字通り手探りでコードやフレーズを探していった。やがて弾き方はそのままで、立ってギターを弾くようになったことから、ギターのネックを上から持つ、現在の独特な逆手奏法が確立され、それがプロジェクト名「FretPiano」の所以となった。演奏技術に関しては、ギタリストの成毛滋がギターの奏法を解説するラジオ番組『パープルエクスプレス』（文化放送）が大きな参考になったという。以降、バンド活動を開始し19歳でエフエム山口、20歳でヤマハのコンテストにて受賞する。
1993年
- 本格的な音楽活動を開始。

1994年
- 『電撃黒潮隊』（テレビ山口）にて、彼を特集した30分のドキュメンタリー番組が放送され、その番組内で、師と仰ぐ成毛滋と念願の初対面を果たす。以降、二人の交流は成毛の晩年まで続くこととなる。

1995年
- オムニバスギターアルバム『Voo Doo Doll』（B-Magicレーベル）に、「Fly Away」「Stranger In The Night」（後の「Stranger Destroys Arms」）の2曲で参加。このCDの企画により、同年に開催された楽器フェアではロブ・ジョンソンと共演した。

2000年
- 音楽専門誌『BURRN!』の元編集長で、音楽評論家の酒井康がパーソナリティを務めるラジオ番組『ヘヴィメタル シンジケート』内の、葉書の宛先を曲にする企画に応募し採用される。
- 郷里である山口県の「よさこい」の楽曲制作を開始し、以降、山口県総踊り曲の「男なら」を始め、多くの楽曲を手掛けるようになる。

2005年
- 「LOUDNESS」「X.Y.Z.→A」のヴォーカリスト、二井原実が偶然田川のホームページ「FretPiano」を訪れたことをきっかけに交流が始まる。翌年発売の二井原のソロアルバム『Ashes To Glory』に、ジェフ・ピルソン（Bs.）、ヴィニー・アピス（Dr.）と共に、ギター・キーボード・共同作曲・全曲アレンジで参加する。

2007年
- 5月、中国の北京市で行われた野外音楽イベント「MIDI MUSIC FESTIVAL」に、二井原実、ファンキー末吉らと出演。
- 12月、ビクターの配信専門レーベル「rookiestar」より、「My Eternal Dream」と「Journey In My Heart」の2曲をリリース。
- 同月、二井原実ソロツアー「Rock'n Roll GYPSY TOUR」に、ギター&キーボードで参加。

2008年
- 『YOUNG GUITAR 2月号』付録DVDにデモ演奏映像（「Seascape」、「Miraculous Star」）が収録される。
- 4月、『44MAGNUM Tribute Album』に山下昌良（LOUDNESS）らと共に「二井原実プロジェクト」のメンバーとして参加する。
- 5月、再び二井原実ソロライブに参加し、このライブを収録した2枚組みCD『MINORU NIIHARA LIVE! R&R GYPSY SHOW』が同年11月にリリースされる。
- 8月、「二井原実バンド」のメンバーとして、「横田基地日米友好祭」に出演し、横関敦らと共演する。

2009年
- 2月 - 4月、「西寺実」（西田昌史、寺田恵子、二井原実）のツアーにギタリストとして参加する。
- 4月、日比谷野外大音楽堂で行われた『HARDなYAON 2009』に「西寺実」のバンドメンバーとして、山本恭司、寺沢功一、宮脇“JOE”知史、笹路正徳と共に出演し、その模様は同年6月にライブDVDとしてリリースされた。
- 8月、「SUMMER SONIC 09」のサイドショー、「AIR GUITAR JAPAN」にスペシャルパフォーマーとして出演する。
- 同月、『Augusta Camp 2009〜EXTRA〜』の「山崎まさよしコンサート」にゲスト出演（その模様は、翌年ライブDVDとして発売された）。
- 10月、ビクターの配信専門レーベル「rookiestar」より、「That's Over」をリリース。
- 同月、「LOUD PARK 09」に、長谷川浩二、寺沢功一と「Hiroaki Tagawa」として出演する。
- 11月、楽器フェアの荒井貿易ブースにてデモ演奏を行い、期間中のデモ演奏において、最高動員数を記録する[3]。
- 同月、それまで録り溜めていた音源からのベストアルバムを、自身初のソロアルバム『FLY AWAY』としてリリース。
- 同年よりギターは「Sadowsky」、ギターアンプは「Marshall」からサポートを受けるようになる[4]。

2010年
- オカダインターナショナルによって、「Sadowsky 田川ヒロアキ オリジナルギター」が製作される[5]。
- 『YOUNG GUITAR 5月号』付録DVDに、自身2度目となるデモ演奏映像（「My Eternal Dream」、「That's Over」、「Fly Away」）が収録される。
- 10月、二井原実、ファンキー末吉の共同プロデュースによるシングルCD『KEEP FLYING』をリリース。
- 同月、2000年以降、山口県のよさこいチームへ提供してきた楽曲の中からのベストアルバム『男なら』をリリース。
- 同月、初の田川名義の全国ツアー「田川ヒロアキWithフレンズツアー2010 / Time to hit the Road」を行う。

2011年
- 今まで行ってきた様々なセッションライブから、

「手数セッション」（江川ほーじん（Bs.）、菅沼孝三（Dr.）、田川ヒロアキ（Gt&Key.））
「SPICE FIVE」（武藤祐生（E-Vlin.）、そうる透（Ds.）、小川文明（Key.）、和佐田達彦（Bs.）、田川ヒロアキ（Gt.））
「小川田川」（小川文明（Key.）、田川ヒロアキ（Gt.））、
「これかたがわ」（是方博邦（Gt.）、田川ヒロアキ（Gt.））などが定例化する。
- 4月、「和佐田Partyツアー」（和佐田達彦、ファンキー末吉、田中雅之、他）に参加する。
- 5月、奥島吉雄プロデューサーや（株）無洲、（財）たんぽぽと風による「田川プロジェクト」が発足[6]。
- 同月、「田川プロジェクト」の発足に伴い、シングルCD『Dear Heart / たんぽぽと風』を限定リリース（売上は全額、東日本大震災の被災地に寄付）。
- 6月、山口県の「山口ふるさと大使」に就任[7]。
- 7月、手数セッションとしてライヴアルバム『TEKAZU SESSION』をリリースし、全国レコ発ツアーを行う。
- 9月、田川名義での全国ツアー「Rock on the Rock 2011」（そうる透（Dr.）、和佐田達彦（Bs.）、はんだすなお（Pf.））を行う。
- 同月、全国ツアーに合わせて、ミニアルバム『公式海賊版』をリリース。
- 10月、山口国体開会式で田川作曲の「男なら」が演舞され、閉会式のステージでは同郷の陣内大蔵と共演する[8]。
- 同月、2度目の手数セッションツアーを行う。
- 11月、楽器フェアのマーシャルブースにてデモ演奏を行う。
- 12月、『爆風スランプトリビュートアルバム　We Love BakufuSlump』に手数セッションで参加する。
- 同月、八王子で行われたクリスマスライヴにて、シングルCD「Stroll Through the Street」を無料配布する。
- 同年より、音響機器メーカー「ZOOM」のサポートを受けるようになる[9]。

2012年
- 1月、「手数セッション2012冬ツアー」を行う。
- 4月、『スクープアップやまぐち』（山口放送）の番組テーマ曲、天気予報、エンディング曲などの全ての曲の制作を手掛ける[10]。
- 5月、「曾我泰久 LIVE!LIVE!LIVE! TOUR 2012」に参加する。
- 6月、「手数セッションツアー第4弾」を行う。
- 同月、ライブDVD『手数セッション リアル･ライヴ･ショウ』をリリース。
- 11月、郷里である下関市へのプレゼントソングとして、『よさこい 山口県下関市総踊り 好きっちゃ 好きなほ! 下関』を制作し、CDを無料配布する。
- 12月、プロデューサーに奥島吉雄、アレンジャーに石黒彰を迎えて、田川ソロアルバム『Ave Maria〜アヴェ·マリア〜』をリリース。

2013年
- 4月、手数セッション5度目のツアー「手数の後には草木も生えない!2013 春のツアー」を行う。
- 5月、筑波サーキットで行なわれた「コカコーラ·オールドナウ・カーフェスティバル」のJAFスーパーFJ選手権決勝レースにて「君が代」を演奏する[11]。
- 6月、ヒーリングアルバム『spring nouveau〜Ave Maria〜』をリリース。
- 同月、「小川田川」によるライブDVD『小川田川 ゲスト陣内大蔵』をリリース。
- 8月、「曾我泰久LIVE!LIVE!LIVE!JAPAN TOUR」に参加する。
- 10月、八王子を中心に2008年から続けてきた弾き語りライブ「田川Night!」をテーマにした、セルフプロデュースアルバム『ようこそ田川NIGHT!へ』をリリース。
- 12月、「第8回 世界車いすダンススポーツ選手権大会」のオープニングで演奏した。
- 同月、八王子で行われた「田川BAND Christmas Live 2013」の予約特典として、当日の出演メンバーで録音されたCD「PASSION ON THE STRINGS」を無料配布する。

2014年
- 1月、沖縄ツアーを行い、ツアー中に8-BALLやジョージ紫らと共演する。
- 2月、田川ヒロアキ オフィシャルファンクラブ「Fretpiano Family」設立。
- 3月 - 4月、「手数セッション＋五星旗3rd ジョイントツアー 2014」を行う。
- 7月、ファンクラブ発足を記念し、石川俊介（Bs.）や石黒彰（Key.）、スペシャルゲストに二井原実（Vo.）らを迎えて、「田川ヒロアキMusic Traveling in summer 2014」を行う[12]。
- 同月、株式会社湖池屋の辛味スナック「カラムーチョZ」のイメージソング「カラムーチョZ〜秘密組織コイケヤのテーマ〜」でギター&ベースを担当し、プロモーションビデオでは水木一郎と共演する[13]。
- 8月、「曾我泰久LIVE!LIVE!LIVE!〜Summer 2014」に参加する。
- 12月、「MAZDA FAN FESTA 2014 in OKAYAMA」の公式テーマソング、及びCMソングに「キミを乗せて」が採用される[14]。

2015年
- 1月、新ユニット「TAGAWA」（長谷川浩二（Ds.）、寺沢功一（Bs.）、田川ヒロアキ（Gt.））を結成し、アルバム『Flying Carpet』をリリース。
- 2月、「TAGAWA Flying Carpet Tour」を行う。
- 3月、時事通信社の「時事ドットコム」にて、4ページに渡りドキュメント特集記事が掲載される[15]。
- 同月、『KRYニュースライブ』（山口放送）の番組テーマ曲、天気予報、エンディング曲などの制作を手掛ける[16]。
- 4月、サーキット場限定発売のシングルCD『キミを乗せて』をリリース。
- 5月、筑波サーキットで行なわれた「コカコーラ·オールドナウ・カーフェスティバル」のJAFスーパーFJ選手権決勝レースにて、自身2度目となる「君が代」を演奏する[17]。
- 7月、MAZDA FAN FESTA 公式テーマソング「キミを乗せて」を含む、ドライブをテーマにしたアルバム『Over Drive』をリリース。
- 同月、広島県府中市の市制施行60周年を記念して、府中市のイメージソング「府中に夢中!」と「Lofty Tree」を制作する[18]。
- 8月、「第23回世界スカウトジャンボリー」と同時開催された山口県主催のイベント「山口ジャンボリーフェスタ」に参加。フィナーレでソロステージを行い、グランドフィナーレでは、自身が制作した山口県よさこい総踊り曲「男なら」を山口県知事の村岡嗣政とギターで共演する[19]。
- 10月、国立代々木競技場第一体育館で行われた「SPORTS of HEART 2015」のオープニングセレモニーで、大鼓奏者の大倉正之助と共演する[20]。
- 12月、MARCHING OUTのアルバム『ROCK WILL NEVER DIE』に、ドゥギー・ホワイト、二井原実、山下昌良らと共にゲスト参加する。
- 同月、「TAGAWA Flying Carpet Tour Winter 2015」を行い、ツアー会場限定で『Flying Carpet Tour OFFICIAL BOOTLEG DVD』を発売する。

2016年
- 3月、自身初となるソロツアー「春のOver Drive Tour 2016」を行い、4月の東京ツアーファイナルのみ川口千里（Dr.）や石黒彰（Key.）らを迎えてのバンド形式で行う[21]。
- 6月、TAGAWA 2nd Album 『WIND』をリリースし、「『Wind』 Release Tour 2016」を行う。
- 10月、前年に続き、国立代々木競技場第一体育館で行われた「SPORTS of HEART 2016」のオープニングセレモニーに出演。大鼓奏者の大倉正之助や津軽三味線ユニット「疾風」と共演し、自身の楽曲「Seascape」と「君が代」を独自のアレンジで演奏する[22]。
- 11月、「ハンバーグのうた」を配信限定でリリース。
- 11月 - 12月、ソロツアー「Over Drive お歳暮 Tour 2016」を行う。
- 12月、公私ともにパートナーである女性マネージャーと7月に入籍していたことを明らかにした[23]。

2017年
- 1月、雪の銀世界をイメージした曲「Snow」をファンクラブ会員に限定で配信する。
- 6月、「Music Traveling 田川ヒロアキ バースデーライブ 2017」を、川口千里（Dr.）、石黒彰（Key.）、スペシャルゲスト・二井原実（Vo.）らを迎えて行う[24]。
- 7月、「TAGAWA　夏のツアー 2017」を行う。
- 10月、これまでに手掛けてきたタイアップ曲やテーマソングを集めたアルバム『THEME PARK』をリリース。
- 同月、代々木公園野外音楽堂で開催された「SPORTS of HEART 2017」に3年続けて出演し、林芳正文部科学大臣と共演する[25]。
- 同月、広島県呉市にあるLIVE & SHOTBAR CAROUSELAMBRAの20周年記念ソング「酎 HIGH KING！」を、二井原実（Vo.）、下山武徳（Vo.）、西田昌史（Vo.）、山本恭司（Gt.）、石原慎一郎（Gt.）、寺沢功一（Bs.）を迎えて制作。作詞、作曲、サウンドプロデュースを担当し、自身もギターとボーカルで参加する。
- 11月、ソロツアー「THEME PARK リリース記念！中·四国ツアー！」を行う。
- 同月、前年に入籍したマネージャーと結婚式を挙げ、披露宴では入場から退場、エンドロールまでの全ての音楽を自身が手掛け、それらを集めたアルバム『ふたりのMelody』を引き出物用に制作する[26]。

2018年
- 1月、自身がパーソナリティを務めるFMラジオ番組『田川ヒロアキ　Living Guitar』（FMおだわら）のテーマ曲「Living Guitar Theme Song」をファンクラブ会員に限定で配信する。
- 同月、TAGAWAとしては初の海外公演をタイのバンコクで行う。
- 2月、「TAGAWA 2018 SPRING petit TOUR」を行い、ツアーに合わせて「TAGAWA OFFICIAL BOOTLEG DVD Kozy Hasegawa Birthday Live!」を発売する。
- 4月、Marshallの公式facebookに演奏動画が掲載される[27]。
- 6月、「Music Traveling 田川ヒロアキ バースデーライブ 2018」を、寺沢功一（Bs.）、川口千里（Dr.）、石黒彰（Key.）、スペシャルゲストに米川英之（Gt.＆Vo.）を迎えて行う。
- 8月、ソロツアー「THEME PARK SUMMER TOUR 2018」を行う。
- 10月、代々木公園野外音楽堂で開催された、東京オリンピックパラリンピック応援イベント「SPORTS of HEART 2018」に4年続けて出演する。
- 同月、TAGAWAとしては2度目となる海外公演を香港で行う。
- 11月 - 12月、ソロツアー「GUITAR STATION 〜 COUNT DOWN TO 10 YEARS FROM FRY AWAY」を行う。
- 12月、山王アイセンター主催のパーティにて視覚障害についての講演と演奏を行い、関係者を激励した[28]。

2019年
- 1月、2020年に行われる東京オリンピック・パラリンピックに向けて、世界の人々を歓迎するための"ウエルカムソング"を作曲のため、4月からロサンゼルスにて現地ミュージシャンと共にレコーディングを行うことを発表。また、クラウドファンディング「CAMPFIRE」のサービスを通じ支援を呼びかけた（1月21日開始。受付終了の3月末までに目標金額の160%を達成）[29][30]。
- 同月、「SOUL OF ROCK Vol.37」にTAGAWAとして、D_Drive、Strange,Beautiful and Loud、HARD ROCK SINDICATEと共に出演。
- 3月、「第4回 がんばっぺ福島！応援の集い」（共演者にデーモン閣下、田村直美、加納秀人、満園庄太郎、五十嵐公太）に参加[31]。
- 3月、視覚障害者のためにデジタルアテンダントが開発した、周囲の状況や文字をガイドするAI端末『ダイナグラス』の技術開発顧問に就任[32]。
- 5月、「LAレコーディング・アフター・パーティ」開催。クラウドファンディング支援者を前にレコーディング報告とアメリカ滞在中に撮影されたビデオ上映を行い「Sky」を初披露した。
- 同月、「とっておきの音楽祭 in Machida」にて「Sky」（日本語バージョン）をバンドで初披露。
- 6月、「Music Traveling 田川ヒロアキ バースデーライブ 2019」を寺沢功一（Bs.）、石黒彰（Key.）、川口千里（Dr.）、ゲスト・ボーカルにDio Kenを迎えて開催した。
- 同月、「田川ヒロアキ超絶デモンストレーション」島村楽器アリオ柏店にてZOOMとMarshallアンプの新商品のデモンストレーションを行う。
- 8月、「田川ヒロアキ SUMMER TOUR 2019〜Sky〜」関西ツアー（奈良、大阪、京都）を行う。
- 同月、東京2020パラリンピック 1年前を記念したスペシャルイベント「No Border“ART×SPORTS”芸術とスポーツの融合」に参加[33]。義足のダンサーの大前光市、パラリンピック陸上メダリストの山本篤らと共演。
- 同月、「Sports of Heart 2019」オープニングセレモニーを飾る[34]。
- 同月、中京テレビ「GOJISAT.ROCK WAVE 2019」Aichi Sky Expoにデーモン閣下バンドのメンバーとして参加[35][36]。
- 10月、「田川ヒロアキ『Sky』release下関凱旋ライブ」開催。
- 同月、京都グランドプリンスホテルにて開催された「第73回日本臨床眼科学会」において、演奏を交えた講演を行う。[37][38]
- 11月、「Sky/Ride the Wind」のシングルCDをリリース。田川本人が編集を手掛けた初のドキュメントDVD「MUSIC TRAVELING IN LOS ANGELES」も発売。
- 「田川ヒロアキ 『Sky』release Tour 2019」開催（岡山、松江、東京）。
- 12月、「Sky」「Ride the Wind」が各音楽ストリーミングサービスにて配信開始[39]。

2020年
- 1月、「KINGDOM New Year Hard Rock Party 2020 〜H＆O Birthday celebration live〜」に参加[40]。
- 同月、「田川ヒロアキ 『Sky』release Tour 2020」（広島・府中、呉）開催。
- 2月、「田川ヒロアキ 『Sky』release Tour 2020」（大阪・徳島、高知、高松）開催。
- 3月、NHK Eテレ番組「ハートネットTV B面談義」（司会：千原ジュニア）にコメンテイター、および演奏者として出演[41][42][43]。
- 4月、新型コロナウイルス感染症の拡大防止のため、数々のライヴが中止・延期となるなか、TAGAWAが有料無観客生配信LIVEを初開催[44]。
- 6月7日、中止となった「田川ヒロアキ Music Traveling Birthday Live 2020」に代わり、スタジオ生配信ライブ「田川ヒロアキ ロンリー Birthday Night! 〜俺を一人にしないで〜」を実施[45][46][47]。
- 8月、東京都の芸術文化支援事業『アートにエールを！』プロジェクトに参加。コロナ禍の影響でステージやイベント中止が相次ぐなか、ステイホーム中に感じた思いを託して制作した楽曲『ニジノート』がプロジェクトの公式サイトに掲載された[48]。
- 10月、NHK Eテレ番組「ハートネットTV B面談義」に3回目の出演。同番組のために制作したオープニング曲を初披露[49]。
- 同月、「2020ロードスター・パーティレースⅢ交流戦」（富士スピードウェイ）にて、国歌独奏と楽曲を披露。
- 10月18日、横浜にて、あらゆる垣根を取り払い、一緒になって楽しめることを目指す、ごちゃまぜ音楽祭「ホッチポッチミュージックフェスティバル2020」に出演、ライブ配信される。11月8日の「DAY2」にも出演[50]。
- 11月「田川ヒロアキ『Sky』Tour 2020」開催（岡山（2箇所）、広島（2箇所）、東京）[51][52]。
- 12月11日 - 13日、「沖縄7th Heaven コザ 20周年イベント」（LOUDNESS、紫、8-Ball、田川ヒロアキ、寺沢功一、SYU 他）に出演[53]。
- 12月19日、「田川ヒロアキ『Sky』Tour 2020 in まほろ座」（田川ヒロアキ、石黒彰、寺沢功一、川口千里）を開催[54]。

2021年
- 1月、山口県立大学 社会福祉学部の客員教授に就任[55]19日、リモートでの特別講義が行われた。[56]。
- 5月、ミュージックスクール「MMRooms」のギター科スペシャル講師に就任[57][58]。
- 5月12日、「しものせき海響大使」に就任したことをブログを通じて報告した[59][60]。
- 同月、山口県萩市で行われた東京五輪の聖火リレーで 県の最終ランナーを迎えるセレブレーションにて パラリンピックに向けてクラウドファンディングを通じロサンゼルスで制作した楽曲「Sky」などを演奏。[61][62][63]。
- 6月、「Music Traveling 2021 田川ヒロアキ Birthday Live」（田川ヒロアキ、石黒彰、寺沢功一、川口千里）を有観客で開催。併せて有料配信も行った[64][65]。
- 8月、愛知県蒲郡市の眼科医療機器メーカー 株式会社「NIDEK（ニデック）」の創業50周年記念式典に招待され、300人の社員と来賓を前に演奏と講演を60分間に渡って行う。この模様は同時に 各地の事業所に配信された[66]。
- 8月24日、2020年東京パラリンピックの開会式に参加。開会式コンセプト「WE HAVE WINGS」に沿った演劇仕立ての「片翼の小さな飛行機の物語」が繰り広げられた。田川は布袋寅泰、川崎昭仁、アヤコノとデコトラに乗って登場。映画「キル・ビル」のテーマ曲など数曲を演奏、パフォーマンスを披露した[67][68]。
- 9月21日、「世界進出オーディション！めざせ！グローバルスター」（日本テレビ系）に出演し、1993年から弾き続けてきた「カノンメタル」を披露。アメリカ、イギリス、中国、フランス、タイの審査員全員がオファーを提示した[69]。
- 10月4日、「スッキリ」（日本テレビ系）の「BUZZ-P」コーナーに出演。生い立ちやギター奏法、マネージャーである妻との出会いを紹介し、スタジオで「Sea Scape」「Racing Star」をメドレーで生披露した。サプライズで布袋寅泰からのメッセージVTRも紹介された[70][71]。
- 同月、「Sports of Heart 2021」（東京/大分 同時開催）に大分から7回目の出演を果たす[72]。
- 10月30日、恒例の「Tagawa Station」（Live & DinningBar 音楽室DX）をYouTubeで初生配信し、好評を得る。
- 11月、クラウドファンディング CAMPFIREのテレビ＆ウェブCMに出演。[73]
- 同月「HIROAKI TAGAWA TOUR 2021」開催（大阪（2箇所）、岡山（2箇所）、広島、徳島、香川、高知）。[74]
- 12月5日、京都 福知山厚生会館で行われた「キッズコンサート〜会いに行く」にて 公募で選ばれた41人の児童と共演。[75]
- 同月、幼少時期からの宅録遍歴、タスカムMTRの話、パラリンピック開会式のエピソードがTuneGate.meに掲載され、タスカム公式Youtubeチャンネルにもスペシャル・インタビューが掲載される。[76][77]
- 12月11日、「田川ヒロアキツアー2021〜東京ファイナル」（田川ヒロアキ、石黒彰、寺沢功一、川口千里）を開催。[78][79]
- 同月、福岡市立金山小学校が50周年記念行事に出席し、その締めくくりのコンサートで童謡や同校校歌をロックアレンジ、メタルアレンジで披露して会場を大きく盛り上げた。[80][81]
- 12月26日、2年ぶりに地元 山口県下関市で凱旋ライヴを開催（昼夜2公演完売）。大成功に終わる。[82][83]

2022年
- 1月10日、かって活動の拠点であったライブバー八王子XYZ→A（現在は東京マグローランド）にて、田川のパラリンピック開会式出演を祝い「二井原 実 x 田川ヒロアキ 新春☆大祝勝会 in TOKYO」（田川ヒロアキ、二井原実、仮谷克之、高インボム、はんだすなお）が開催された。[84]
- 3月14日、5年間続いたNHK Eテレ番組「ハートネットTV B面談義」の最終回に出演。オープニング曲「B面メタル」と新たに書き下ろしたエンディング曲「またどこかで」を披露し番組終了に花を添えた。[85]
- 3月26日「沖縄キャンプシュワブフェスティバル」、3月27日「沖縄LIVE in 7th Heaven Koza」（田川ヒロアキ、ジョージ紫、8-Ball）に出演。[86]
- 4月16日「KINGDOM STARS再現ライブ & CRAZYMAMA KINGDOM 15th Anniversary」（田川ヒロアキ、下山武徳、寺沢功一、NOV、西田昌史、NoB、久保田陽子、下村成二郎、KANちゃん、山本恭司、石原"SHARA"愼一郎、島 紀史、米川英之、里村源多朗、Masha、横関 敦、KENTARO、hibiki、本間大嗣、永川敏郎、YUHKI、Dio Ken、ロジャー高橋、西田”DRAGON”竜一）に出演。逝去された菅沼孝三氏のドラム音源も使用された。[87]
- 5月、「HIROAKI TAGAWA GUITAR STATION TOUR 2022」を開催（大阪、名古屋、豊橋）。[88][89][90]
- 5月、JUDY AND MARYの五十嵐公太氏が発起人となり、60歳前後の有名ミュージシャン達を集めて「NO! RED」を結成（五十嵐公太、野村義男、田川ヒロアキ、寺沢功一、DIE）。2023年に日本武道館でのライブを目指す。[91]
- 5月7日「山本恭司 弾き語り弾きまくりギター三昧SP IN TOKYO」（山本恭司、田川ヒロアキ、SATSUMA3042）に出演。[92]
- 6月5日「Music Traveling 2022 田川ヒロアキ Birthday Live」（田川ヒロアキ、石黒彰、寺沢功一、そうる透）を開催。[93]
- 6月19日、千葉・茂原ASMO劇場10周年協賛企画「田川ヒロアキ＆寺沢功一 爆音ブラザーズLIVE！」を開催。[94]
- 6月20日 - 24日、フランス・カンヌで開かれた「Cannes Lions カンヌ・ライオンズ」にて「Racing Star」MVが上映紹介された。[95]
- 6月25日「第21回 豊障連大会」（豊橋市総合福祉センター）に講師として「聴こえる景色、見える音」をテーマに講演とミニライブを行う。[96]
- 7月9日「田川ヒロアキ LIVE in 沖縄（7th Heaven KOZA）」（田川ヒロアキ、ジョージ紫、、大山まき、8-Ball）、7月10日「OKINAWA ROCK SUMMIT in KOZA 2022」（高崎晃、山下昌良、ジョージ紫、大山まき、田川ヒロアキ、8-Ballなど）に出演。[97]
- 7月17日、パフォーミングアーツを通じて、障害・性・世代・言語・国籍など、個性豊かな人たちと一緒に楽しむ超ダイバーシティ芸術祭「True Colors CARAVAN」（札幌市北三条広場）にゲストとしてトークショーなどに参加。[98]
- 9月5日「FretPiano Music」発足21周年。[99]
- 10月30日、鳥取県の芸術文化の祭典「あいサポートアート鳥取祭2022」に参加。[100]
- 11月1日、5年ぶりの通算8枚目のフルアルバム「FACE」（全13曲）をリリース。収録曲の中には 海上自衛隊・下関小月航空基地 のアクロバット飛行チーム WHITEARROWSのテーマソングも含まれている。[101][102]
- 10月 - 12月「HIROAKI TAGAWA GUITAR STATION TOUR 2022 AUTUMN」（東京、小田原、広島、岡山、福山、徳島、大阪、奈良、香川、高知）を開催。ツアーファイナルを満員の東京 町田「まほろ座」で迎えた。[103][104]
- 12月24日、ニッポン放送 第48回 チャリティーミュージックソン「ハートフルストーリー」コーナーにおいて「共鳴〜夢と、言葉と、音楽と〜」をテーマに自身のストーリーがSixTONESの京本大我によって生朗読され、感動が拡がる。[105][106][107]

2023年
- 2月19日、「田川ヒロアキコンサート　Music Traveling 2023」in 下関市民会館大ホール（田川ヒロアキ、石黒彰、寺沢功一、そうる透、下関少年少女合唱隊、下関平家踊保存会、よさこいチーム、Special Guest：二井原実）が開催され、満員の観客を前に大成功に終わる。[108][109]
- 4月23日、「ロードスター・パーティレースⅢ ジャパンツアーシリーズ」第1戦前に国歌演奏、そして同レースのテーマソング「翔 KAKERU」を初披露した。[110]
- 4月「田川ヒロアキ 『FACE』SPRING TOUR 2023 東北ツアー」（宮城スポーツランドSUGO、仙台、福島）を開催。[111]
- 5月6日「山本恭司 弾き語り弾きまくりギター三昧SP IN TOKYO」（山本恭司、田川ヒロアキ、YUHKI、SATSUMA3042、寺沢功一、MAD大内、DIOKEN）に出演。
- 6月18日 ALS啓発音楽フェス「MOVE FES.2023 Supported by AIRU」（EYE VDJ MASA、田川ヒロアキ、清春、内澤崇仁 (androp)、NOBU、KURO (HOME MADE家族)、和合由依、石原さとみ）に参加し、ALSアーティスト 武藤将胤(EYE VDJ MASA)氏とコラボ曲「JUST DO THIS」を発表。[112][113]
- 6月24日「Music Traveling 2023 田川ヒロアキ Birthday Live」（田川ヒロアキ、石黒彰、寺沢功一、そうる透）を開催。[114]
- 7月 - 8月「田川ヒロアキ 『FACE』SUMMER TOUR 2023」（大阪、鳥取、札幌）を開催。
- 9月「田川ヒロアキ 『FACE』TOUR 2023 Autumn VOL.1」（長野、東京、群馬）を開催。
- 10月28日、11月3日「Sports of Heart 2023」（大分、東京）に出演。
- 10月 - 11月 「デーモン閣下 c/w D.H.C. TOUR『地球魔界化計画』」（雷電湯澤、原田喧太、田川ヒロアキ、大桃俊樹、MIYAKO、ayumi）に出演（大阪、福岡、横浜、名古屋、東京）。[115][116]千秋楽は生配信された。
- 11月「田川ヒロアキ 『FACE』TOUR 2023 Autumn VOL.2」（徳島、高知、広島、岡山2公演）を開催。広島（尾道Cat ch.22）は下山武徳とのジョイント公演。
- 11月26日 アルバム「FACE」に収録された「WHITEARROWS」がヒストリーチャンネルのドキュメンタリー番組「Defending Japan S2」のエンディングテーマに採用される。[117]

2024年
- 1月25日、原田喧太ソロデビュー30周年記念　第一弾Live「addiction 〜Guitar circus〜」に参加（ゲスト SAKI(NEMOPHILA)、大黒摩季、下山武徳）。[118]
- 2月「田川ヒロアキ 『FACE』WINTER TOUR 2024」（愛知、大阪、広島、香川、愛媛）を開催。
- 3月3日「曾我泰久50th Anniversary Special LIVE 〜Thank You Dear Friend」日本橋三井ホールに参加（ファンキー末吉、和佐田達彦、田川ヒロアキ、加賀谷綾太郎、日高隼人、野津永恒）。[119]
- 3月7日、ステージも客席も一体となって多様性を楽しみ、学ぶスペシャルなライブ「True Colors SPECIAL LIVE 2024」NHKホールに参加（MC：ウエンツ瑛士、影山優佳 / 新しい学校のリーダーズ、ILL-Abilities、GenGen、佐藤ひらり、田川ヒロアキ、超特急、トニー・ディー、野田あすか、遥海、FANTASTICS、森崎ウィン ほか）。[120]
- 3月16日 - 17日、「ジゴロック2024」（大分スポーツ公園）に『デーモン閣下 地獄の大分バンド』として出演（デーモン閣下、原田喧太、田川ヒロアキ、大桃俊樹、五十嵐公太、ayumi、MIYAKO）17日のみ。[121]
- 5月18日「山本恭司 弾き語り弾きまくりギター三昧SP IN TOKYO」に参加（山本恭司、田川ヒロアキ、OKAHIRO、SATSUMA3042、寺沢功一、MAD大内）。[122]
- 6月15日「Music Traveling 2024 田川ヒロアキ Birthday Live」（田川ヒロアキ、石黒彰、寺沢功一、そうる透、原田喧太）を開催。[123][124]
- 7月「田川ヒロアキ「FACE」×「翔KAKERU」in 東北 2024」(宮城、福島、山形）を開催。[125]
- 9月24日、新曲を始め、サーキットやドライブミュージックを集めた、初のベストアルバム「THE ROAD SEEKER」をリリース。[126]
- 10月3日「THE ROAD SEEKER」 Release Live 2024を開催（六本木 GT LIVE TOKYO）。ゲストに三味線奏者の匹田大智氏を招いた。[127]
- 10月20日「MAZDA FAN FESTA 2024」（富士スピードウェイ）にて国家演奏とミニライヴを行う。[128]
- 10月28日、アメリカハリウッドで開催される「国際映画祭2024」で上映される映画「Juju Racing Against Destiny」のオープニングテーマ曲に新曲「OPEN ROAD」が決定。[129]
- 10月「山口県立防府商工高等学校」「山口県立豊浦総合支援学校」での人権講演会としてのスクールコンサートを開催。両校ともかっての恩師からのお声がけによって実現したものであった。[130][131]
- 11月2日「スポーツ・オブ・ハート2024」（大分駅府内中央口前広場）のライブ・ステージに参加。
- 11月10日「MAZDA FAN FESTA 2024」（岡山国際サーキット）にて国家演奏とミニライヴを行う。
- 9月～12月「THE ROAD SEEKER」Release Tour 2024（高知、愛媛、徳島、岡山、広島、長野、愛知、横浜）で開催。最後の横浜公演がSold Outするなど盛況に終わった。

2025年
- 1月「THE ROAD SEEKER」Release Tour 2025の第一弾として浜松、東大阪、広島でライヴを行う。
- 2月7日 山口県山陽小野田市「竜王中学校」に招かれ「キャリア教育講演会」としてスクールコンサートを行う。その様子は翌日、宇部日報に掲載された。[132][133]
- 2月28日 埼玉県浦和学院の卒業記念講演会に講師として参加、スクールコンサートを行う。[134]
- 3月15日 第8回「がんばっぺ福島！ 応援の集い」に参加。スペシャルバンド（五十嵐公太、満園庄太郎、DIE、原田喧太、田川ヒロアキ）として演奏し、デーモン閣下、大黒摩季らと共演。[135][136]
- 4月5日「ダイバーシティ駅伝 TOKYO」のオープニングセレモニーで演奏し、大阪万博への襷をつなげた。[137]
- 4月6日「MAZDA FAN FESTA 2025」（宮城スポーツランドSUGO）にて国家演奏とミニライヴを行う。
- 5月5日「Sports of Heart 2025」（山口県宇部市）のライブ・ステージに参加。[138]
- 6月7日「Music Traveling 2025 田川ヒロアキ Birthday Live」（田川ヒロアキ、石黒彰、寺沢功一、そうる透）を開催。[139]
- 6月20日 山口県宇部市藤山小中学校人権教育講演会に参加。600人余りの生徒や保護者、先生方の前で演奏し大きく盛り上がった。また恩師と30年ぶりの再会を果たすなど思い出深いものとなった。[140][141]
- 6月23日 山口県下関市木屋川中学校での「芸術鑑賞会」にて演奏を行う。演奏前、マーシャルの愛機のアンプ（CODE25）にトラブルがあったものの 代替機を東京からマーシャルの牛澤氏から送って貰い事なきを得た。[142]
- 7月「祭の地図　日本の祭りと伝統行事」（帝国書院）に しものせき海響大使として「祭りの思い出」が掲載される。[143][144]
- 7月5日「田川ヒロアキ THE ROAD SEEKER 下関凱旋コンサート2025 ～ 見える音・聴こえる景色」（下関ドリームシップ海のホール）が多くのゲスト（海上自衛隊・下関市小月航空基地 アクロバット飛行 WHITEARROWS、よさこい演舞隊、下関少年少女合唱隊）を迎えて賑々しく行われた。後日、その様子は「市報しものせき」にも掲載された。[145]
- 8月17日「母校創立120周年記念『田川ヒロアキコンサート』」（下関市民会館中ホール）が開催された。幼少期から高等部専攻科まで17年在学した「旧・山口県立盲学校（現・山口県立下関南総合支援学校）」の創立120周年を記念した公演で恩師、同窓生らと旧歓を暖めた。[146]

## ディスコグラフィ

### シングル
- My Eternal Dream / Journey In My Heart（2007年）※配信限定
- That's Over（2009年）※配信限定
- Keep Flying（2010年）
- Dear Heart / たんぽぽと風（2011年）
- Stroll Through the Street（2011年）※ライブ会場限定配布
- 好きっちゃ 好きなほ! 下関（2012年）
- PASSION ON THE STRINGS（2013年）※ライブ会場限定配布
- キミを乗せて（2015年）※サーキット場限定販売
- ハンバーグのうた（2016年）※配信限定
- Snow（2017年）※ファンクラブ限定配信
- Living Guitar Theme Song（2018年）※ファンクラブ限定配信
- RIDE THE WIND（2018年）
- Sky / Ride the Wind（2019年） - ロサンゼルス・レコーディング
- ニジノート / KOGANEI SONG / Rolling Start（2020年）
- Seascape piano＆guitar Ver.（2021年10月4日）※配信限定
- Racing Star（2021年10月4日）※配信限定。「マツダファンエンデュランス」レース動画オープニングテーマ曲
- Racing Star（2021年）※表題曲の他「Seascape piano＆guitar Ver.」「金メタル〜GOLD METAL」をCDにまとめリリース。[147]
- またどこかで（2022年）※配信限定。NHK Eテレ「ハートネットTV B面談義」最終回エンディング曲[148]
- 翔 KAKERU（2023年）※「JAFツーリングカー選手権 ロードスター・パーティレース ジャパンツアーシリーズ」新テーマソング
- JUST DO THIS（2023年6月21日）※配信限定。東京2020パラリンピック開会式で共演した武藤将胤(EYE VDJ MASA)さんとの共作。[149]

### アルバム
- FLY AWAY（2009年）
- 男なら〜YOSAKOI WORKS Complete Best〜（2010年）
- 公式海賊版（2011年）
- Ave Maria〜アヴェ・マリア〜（2012年）
- spring nouveau〜Ave Maria〜（2013年）
- ようこそ田川NIGHT!へ（2013年）
- Over Drive（2015年）
- THEME PARK（2017年）
- ふたりのMelody（2017年）※披露宴会場限定配布
- FACE（2022年）
- THE ROAD SEEKER（2024年）

### DVD
- MUSIC TRAVELING IN LOS ANGELES（2019年11月） - ロスアンゼルス・レコーディングの様子を収めた初のドキュメントDVD[150]

### TAGAWA
- Flying Carpet（2015年） - CD
- Flying Carpet Tour OFFICIAL DVD（2015年） - DVD
- Wind（2016年） - CD
- OFFICIAL BOOTLEG DVD Kozy Hasegawa Birthday Live!（2018年） - DVD
- TAGAWA 27,JAN,2018 in Bangkok（2018年） - DVD。クラウドファンディング返礼品

### 手数セッション
- TEKAZU SESSION（2011年） - CD
- 手数セッション リアル･ライヴ･ショウ（2012年） - DVD

### 小川田川
- 小川田川 ゲスト陣内大蔵（2013年） - DVD

### 参加作品
- オムニバスアルバム『Voo Doo Doll』（1995年） - HIRO TAGAWA名義。参加曲「Fly Away」「Stranger In The Night」
- 二井原実
  - 『Ashes To Glory』（2006年） - アルバム。ギター、キーボード、共同作曲、全曲アレンジで参加
  - 『VOICE “warm up & training”』（2007年） - ボイストレーニング教則CD。7、10、14、15、16曲目に参加
  - 『MINORU NIIHARA LIVE! R&R GYPSY SHOW』（2008年）
  - 『44MAGNUM Tribute Album』（2008年） - トリビュートアルバム。二井原実Projectのメンバーとして参加。参加曲「YOUR HEART」「YOU LOVE ME, DON'T YOU?」
- 西寺実
  - 『西寺実 Presents HARDなYAON 2009』（2009年6月24日） - DVD。ライブツアーにギタリストとして参加。
- 福耳
  - 『Augusta Camp 2009〜Extra〜』（2010年3月24日） - DVD。参加曲「ロンサムライダー」（山崎まさよし with 田川ヒロアキ）
- 爆風スランプトリビュートアルバム『We Love BakufuSlump』（2011年12月25日） - トリビュートアルバム。参加曲「無理だ」（手数セッション）
- 『カラムーチョZ〜秘密組織コイケヤのテーマ〜』（2014年） - 配信曲。作曲・編曲 ファンキー末吉、歌 水木一郎、ギターで参加。MVにも水木一郎と共に出演。[151][152]
- MARCHING OUT
  - 『ROCK WILL NEVER DIE』MARCHING OUT（2015年） - アルバム。参加曲「ROCK WILL NEVER DIE」「NO ONE CAN STOP WE ROCK」「ROCK WILL NEVER DIE（BONUS TRACK）」
- 酎 HIGH KING！『酎 HIGH KING！』（2017年） - 広島県呉市「LIVE & SHOTBAR CAROUSELAMBRA(ケラウスランブラ)20周年記念ソング。作詞、作曲、サウンドプロデュース、ギター、ボーカルで参加。
- ぱんちょマン『ぱんちょマンのうた』（2020年） - シングル。編曲を担当。MVにも出演。[153]
- 山口市中心商店街「結人祭」『結人祭（きゅっとさい）テーマソング』（2020年） - 山口市中心商店街で行われる初秋の祭り。作詞：結人祭実行委員、作曲、レコーディング サポートを担当[154]。
- 東京都「アートにエールを！東京プロジェクト」
  - 『ニジノート』（2020年） - コロナ禍においても文化の灯を絶やさないため、東京都が全国に先駆けて始めた、国内初のアーティスト支援事業「『アートにエールを！』プロジェクト」（個人型）に参加。作詞作曲、楽器演奏。MVにも出演[155]
- 「CRAZYMAMA KINGDOM」応援プロジェクト
  - 『KINGDOM STARS』（2021年） - 岡山のライブハウス「CRAZYMAMA KINGDOM」応援プロジェクトに参加。作曲、ギター、ミックス、マスタリング＆総合プロデュースを担当。同プロジェクトに賛同した32名のミュージシャンが参加している。
- デーモン閣下
  - 『デーモン閣下 c/w D.H.C TOUR 地球魔界化計画』（2024年6月6日）－Blu-ray/DVD。ライブツアーのバンド（DKB）のギタリストとして参加。[156]

## 出演

### テレビ
- ハートネットTV B面談義（2020年3月30日・6月8日・10月12日・2021年12月20日・2022年3月14日、Eテレ）
- 世界進出オーディション！めざせ！グローバルスター★オファーで海外デビューへ！（2021年9月21日、日本テレビ）
- スッキリ（2021年10月4日、日本テレビ） - 「BUZZ-P」コーナーに出演。
- バリバラ「障害×スポーツ〜WE HAVE いろんなWINGS〜」（2021年12月30日、NHK教育テレビジョン）[157]
- 「超いろとりどり!音楽ライブ」（2024年3月17日、Eテレ）
- ウェルカム!よきまるハウス（2024年5月28日、Eテレ） -「ポジティブパイセン」コーナー[158]

### ラジオ
- 田川ヒロアキ Living Guitar♪（2017年10月22日 - 2019年3月24日、FMおだわら）
- 視覚障害ナビ・ラジオ「超絶テクの全盲ギタリスト・田川ヒロアキさん」（2021年8月22日、NHKラジオ第2）[159]
- 2021〜2022 YEAR END〜NEW YEAR SPECIAL「UNITED ORCHESTRA」（2021年12月31日、J-WAVE）
- 「U.Kとヒロの世のため後のためラジオ」（2022年12月12日、FM大阪）
- 第48回 チャリティーミュージックソン「ハートフルストーリー」（2022年12月24日、ニッポン放送）

### ネットラジオ
- ラジオとっておきの音楽祭 in Machida（2020年3月14日 - 29日（全4回）、まちだ大學ラジオ放送局）

### CM
- CAMPFIRE『The CAMPFIRE Show 〜成功者の声 ギタリスト夢の舞台篇〜』（2021年11月25日 - ）[160]

## 配信ライブ
- TAGAWA 有料無観客生配信LIVE（2020年4月12日）
- ツイキャス・オンラインライブ「FUJIYAMA ON LINE LIVE」（2020年4月25日）
- 有料スタジオ生配信LIVE「田川ヒロアキ ロンリー Birthday Night! 〜俺を一人にしないで〜」（2020年6月7日）
- カンボジアと日本を結ぶ遠隔地生配信番組「ファンキーはんと大村はん 土曜日 17時だよ 世界のミュージシャン、大集合!!」（2020年6月13日）
- 「The Six-Lines Live」（米川英之、田川ヒロアキ、そうる透、和佐田達彦）無観客配信ライブ（2020年6月20日）
- 「田川ヒロアキ・寺沢功一・高インボム SUMMER NIGHT」有料ツイキャスライブ（2020年7月26日）
- 「Tagawa Station」有料ツイキャスライブ（2020年8月28日）
- 福島の酒蔵を応援する有料オンラインイベント「＃コロナに負けるな 第1回 福島酒援ライブ」（2020年9月12日）
- 「横浜文化プログラム2020」（2020年9月19日）[161][162]
- 2020 ロードスター・パーティレースⅢ交流戦 × 田川ヒロアキ　配信サーキットライブ（2020年10月18日）[163]
- 「ホッチポッチミュージックフェスティバル2020」（2020年10月18日、11月8日）
- 「Tagawa Station」有料ツイキャスライブ（2020年10月24日）
- 「田川ヒロアキ『Sky』Tour 2020」ファイナル・スタジオ生配信LIVE（2020年11月28日）[164]
- 「7th Heaven Festival 20th 〜7th Heaven Koza 20周年祭」（2020年12月11日 - 13日）
- 「田川ヒロアキ『Sky』Tour 2020 in まほろ座」ライブ配信（2020年12月19日）[165]
- 「Tagawa Station」有料ツイキャスライブ（2021年1月16日）
- 「第2回 福島酒援ライブ with ふくしま酒まつり・味噌醤油まつり」無観客有料ライブ配信（2021年2月27日）
- 「Hard Rock Bar VAMPIRE 7周年記念 ! 山本恭司 弾き語り弾きまくりギター三昧SP」（2021年4月3日）
- 「Tagawa Station」有料ツイキャスライブ（2021年7月10日）
- 「MMRooms FESTA2021」（2021年7月11日）[166]
- 「Tagawa Station」YouTube生配信ライブ（2021年10月30日）
- 「田川ヒロアキ ツアー2021〜東京ファイナル」ライブ配信（2021年12月11日）
- 「Tagawa Station」有料ツイキャスライブ（2022年1月23日）
- 「第5回 がんばっぺ福島 応援の集い リモートライブ」（2022年3月5日）
- 「Tagawa Station」有料ツイキャスライブ（2022年4月9日）
- 「KINGDOM STARS再現ライブ」（2022年4月16日）
- 「NO! RED」有料ツイキャスライブ（2022年7月6日、9月22日）
- 「田川ヒロアキ GUITAR STATION 2022 ツアーファイナル」ライブ配信（2022年12月11日）